# قيطم قزمي
قيطم قزمي (الاسم العلمي: Xenopus pygmaeus) (بالإنجليزية: Bouchia clawed frog)‏ هو نوع من الحيوانات يتبع جنس القيطم من الفصيلة الضفادع عديمة اللسان.